# سایکلبال

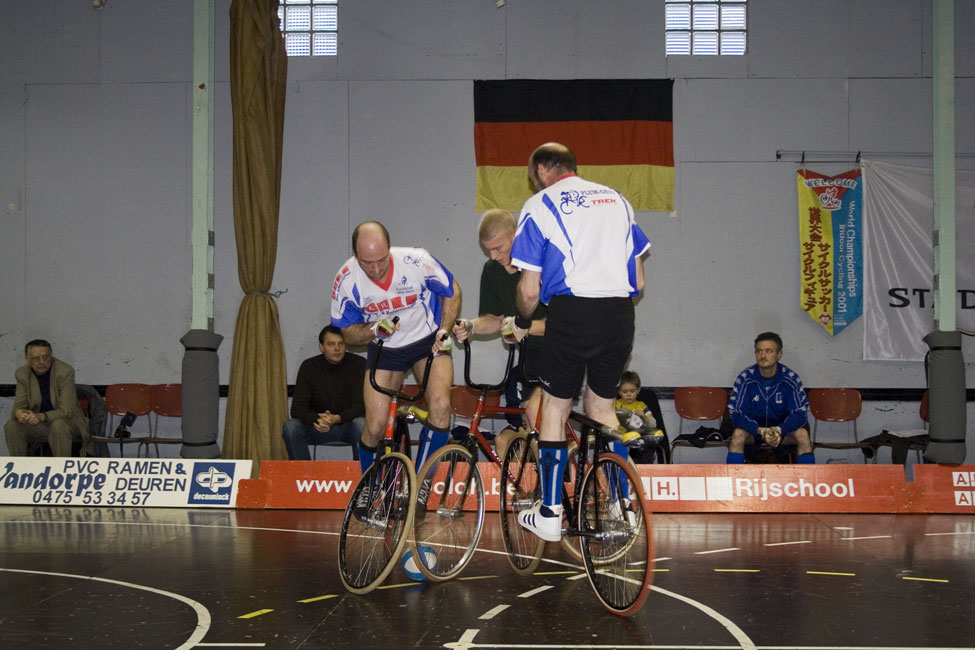
یک بازی سایکلبال

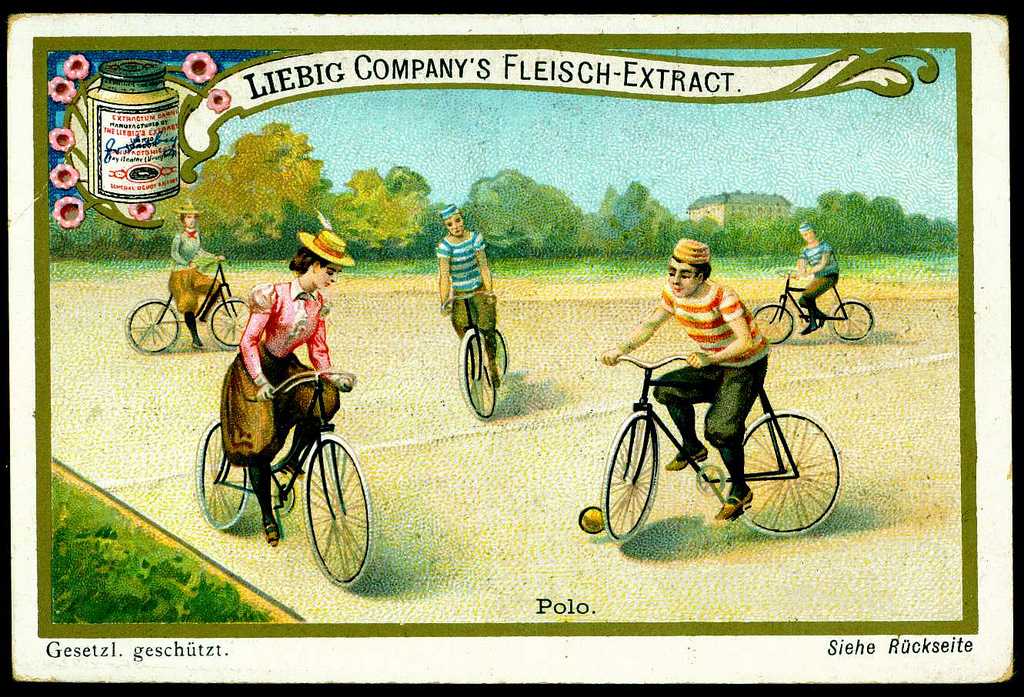
یک بازی سایکلبال در قرن بیستم

 سایکلبال (به انگلیسی: Cycle ball) (که در آلمان به نام "Radball" شناخته می‌شود) ورزشی مشابه فوتبال است با این تفاوت که بازیکان بر روی دوچرخه قرار دارند. هر تیم می‌تواند دو بازیکن در زمین داشته باشد. بازیکنان هر تیم باید سعی کنند که هنگام دفاع، تیم مقابل با دوچرخه نتواند به آن‌ها گل بزند. این ورزش در سال ۱۸۹۳ توسط یک آلمانی-آمریکایی توسط نیکلاس ادوارد کافمن معرفی شد. اولین مسابقات جهانی آن در سال ۱۹۲۹ برگزار شد. سایکلبال ورزشی محبوب در اتریش، بلژیک، جمهوری چک، دانمارک، فرانسه، آلمان، ژاپن، روسیه و سوئیس می‌باشد .